# Estación de Gibraleón
Gibraleón es una estación ferroviaria situada en el municipio español homónimo, en la provincia de Huelva, comunidad autónoma de Andalucía. Cuenta con servicios limitados de Media Distancia. Las instalaciones también cumplen funciones logísticas.

## Situación ferroviaria
Se encuentra ubicada en el punto kilométrico 166,4 de la línea férrea de ancho ibérico que une Zafra con Huelva a 23 metros de altitud, entre las estaciones de Belmonte y de Huelva. El tramo es de vía única y está sin electrificar.

## Historia
La estación fue abierta al tráfico el 23 de julio de 1886, con la apertura del tramo Huelva-Valdelamusa de la línea férrea que pretendía unir Zafra con Huelva. Las obras corrieron a cargo de la Zafra-Huelva Company. Esta modesta compañía de capital inglés mantuvo la explotación del recinto hasta la nacionalización del ferrocarril en España y la creación de RENFE en 1941. 
En el verano de 1936 —poco después del estallido de la Guerra Civil— se puso en marcha el ferrocarril que unía Gibraleón y Ayamonte, el cual empezaba en esta estación. La línea Gibraleón-Ayamonte línea se mantendría operativa hasta septiembre de 1987, fecha en que fue clausurada al servicio de viajeros —hasta 1991 se mantuvo parcialmente abierta al tráfico de mercancías—. Ello supuso que la estación perdiera la condición de nudo ferroviario que había ostentado hasta entonces.
Desde el 31 de diciembre de 2004 Renfe Operadora explota la línea mientras que Adif es la titular de las instalaciones ferroviarias.

## La estación

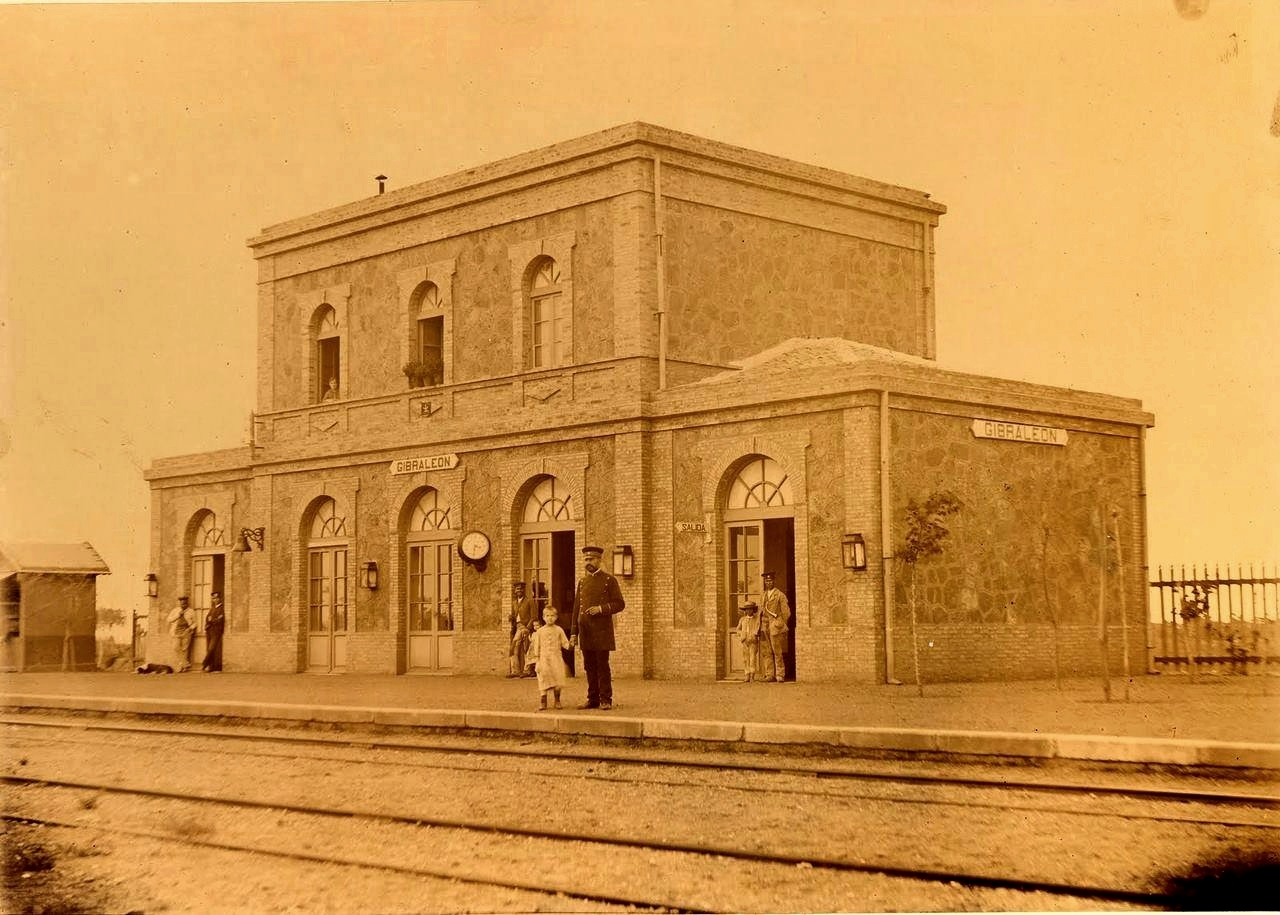
La antigua estación de Gibraleón en una fotografía de 1889. El edificio no se conserva en la actualidad.

Se encuentra al sur del municipio. Su edificio para viajeros, de planta rectangular está formado por un cuerpo central de dos plantas al que se anexan dos pequeñas alas laterales de menor altura. La gran distancia que separa el edificio de las vías da pie a una marquesina metálica adosada al mismo de grandes dimensiones cubriendo parte del andén lateral. Cuenta con un total de tres vías numeradas como vías 1 (andén lateral), 3 y 5 (andén central). Todas las vías son de enclavamiento manual.

## Servicios ferroviarios

### Media Distancia
En esta estación efectúan parada los servicios de Media Distancia de la línea 73 de Media Distancia de Renfe y que tienen como principales destinos las ciudades de Huelva y  Jabugo. Otro MD continúa a Zafra en fines de semana y allí se puede hacer trasbordo y alcanzar destinos como Mérida, Cáceres, Plasencia, Talavera de la Reina y Madrid. 
| Línea MD | Trenes | Origen/Destino |  | Destino/Origen      |
| -------- | ------ | -------------- |  | ------------------- |
| 73       | MD     | Huelva         |  | Jabugo-Galaroza     |
| 73       | MD     | Huelva         |  | Zafra Madrid-Atocha |